# NHJ C (1923)
Die norwegische Dampflokomotivbaureihe NHJ C (1923) wurde 1917 als Einzelstück von Baldwin Locomotive Works in Eddystone (Pennsylvania), Vereinigte Staaten, mit der Fabriknummer 45956 für die Norsk Hoved-Jernbane (NHJ) gebaut.

## Geschichte
Die am 29. November 1916 bestellte Lokomotive erhielt nach der Lieferung im Juli 1917 zuerst nur die laufende Nummer 99. Erst mit dem 1923 eingeführten neuen Baureihenplan der NHJ wurde sie als Baureihe C als Zweitbesetzung dieser Baureihe einsortiert.

## Einsatz bei Norges Statsbaner
Bei der am 4. März 1926 erfolgte Übernahme der NHJ als Distrikt Oslo in die Norges Statsbaner (NSB), die staatliche Bahngesellschaft in Norwegen, erhielt die Baureihe die neue Bezeichnung NSB 48a. Ihr Einsatz erfolgte zuerst im Distrikt Oslo, ab dem 1. November 1940 wurde die Lokomotive dem Distrikt Narvik zugeteilt. 1946 wurde die 48a 99 wieder in die Region um Oslo zurückversetzt, vermutlich 1951 abgestellt und am 16. Februar 1953 endgültig außer Dienst gestellt und verschrottet.